# جیرس کمبو اکوکو
جیرس کمبو اکوکو (فرانسوی: Jirès Kembo Ekoko‎؛ زادهٔ ۸ ژانویهٔ ۱۹۸۸) بازیکن فوتبال اهل فرانسه است.
او برادر کیلیان ام‌باپه فوق ستاره فرانسوی است 
از باشگاه‌هایی که در آن بازی کرده‌است می‌توان به باشگاه فوتبال العین، باشگاه فوتبال النصر امارات، باشگاه فوتبال رن و باشگاه ورزشی الجیش قطر اشاره کرد.
وی همچنین در تیم ملی فوتبال زیر ۲۱ سال فرانسه بازی کرده‌است. او همچنین برادر خوانده کیلیان امباپه بازیکن فوتبال هست